# AFC Challenge Cup 2006
L'AFC Challenge Cup 2006 è stata la 1ª edizione dell'omonima competizione che si è disputata tra il 1º aprile ed il 16 aprile 2006 in Bangladesh.
Sedici squadre sono state divise in 4 gruppi che qualificavano le prime 2 di ciascuno per la fase ad eliminazione 
diretta suddivisa in quarti di finale, semifinali e finale.
La coppa è andata al Tagikistan che ha battuto in finale lo Sri Lanka.

## Selezione partecipanti
L'AFC divide le 45 associazioni ad essa affiliate (esclusa l'Australia) in 3 gruppi.
| Le prime 14 sono le cosiddette associazioni sviluppate - Bahrain - Cina - Indonesia - Iran - Iraq - Giappone - Kuwait - Qatar - Arabia Saudita - Corea del Sud - Thailandia - EAU - Uzbekistan - Vietnam | Le successive 14 sono le cosiddette associazioni in via di sviluppo - Bangladesh - Hong Kong - India - Giordania - Libano - Malesia - Maldive - Myanmar - Corea del Nord - Oman - Singapore - Siria - Turkmenistan - Yemen | Le ultime 17 sono le cosiddette associazioni emergenti, che necessitano di tempo per svilupparsi calcisticamente. Queste sono le squadre che partecipano all'AFC Challenge Cup 2006. - Afghanistan - Bhutan - Brunei - Cambogia - Taiwan - Timor Est - Guam - Kirghizistan - Laos - Macao - Mongolia - Nepal - Pakistan - Palestina - Filippine - Sri Lanka - Tagikistan |

In seguito alle selezioni dell'agosto 2005, Mongolia, Laos e Timor Est sono state successivamente rimpiazzate da Bangladesh e India Under 20.

## Stadi
Originariamente la competizione avrebbe dovuto svolgersi oltre che in Bangladesh anche in Nepal ma a causa dei problemi politici di questo paese l'AFC decise di far disputare tutte le partite negli stati di Dacca (il Bangabandhu Stadium, 36.000 posti) e Chittagong (MA Aziz Stadium, 20.000 posti).
Anche le date subirono un cambiamento, infatti in origine la manifestazione doveva svolgersi tra il 26 marzo e il 9 aprile 2006 ma fu spostata per evitare la concomitanza con la festa dell'indipendenza del Bangladesh proprio il 26 marzo.

## Prima fase

### Gruppo A
| Squadra     | Pts | G | V | N | P | GF | GS | DR |
| ----------- | --- | - | - | - | - | -- | -- | -- |
| India       | 5   | 3 | 1 | 2 | 0 | 3  | 1  | +2 |
| Taiwan      | 5   | 3 | 1 | 2 | 0 | 3  | 2  | +1 |
| Filippine   | 2   | 3 | 0 | 2 | 1 | 2  | 3  | -1 |
| Afghanistan | 2   | 3 | 0 | 2 | 1 | 3  | 5  | -2 |

1º aprile 2006
| India Under20        | 2 - 0 | Afghanistan | MA Aziz Stadium |
| Vimal Pariyar 29, 60 |       |             |                 |
| Taiwan               | 1 - 0 | Filippine   | MA Aziz Stadium |
| Wei-Lun Chuang 19    |       |             |                 |

3 aprile 2006
| Afghanistan              | 2 - 2 | Taiwan                               | MA Aziz Stadium |
| Hafizullah Qadami 20, 23 |       | Wei-Lun Chuang 48 Chien-Wei Liang 73 |                 |
| Filippine                | 1 - 1 | India Under20                        | MA Aziz Stadium |
| Mark Alvin Valeroso 18   |       | Vimal Pariyar 8                      |                 |

5 aprile 2006
| India Under20          | 0 - 0 | Taiwan           | MA Aziz Stadium |
| Filippine              | 1 - 1 | Afghanistan      | MA Aziz Stadium |
| Mark Alvin Valeroso 61 |       | Sayed Maqsood 26 |                 |

### Gruppo B
| Squadra   | Pts | G | V | N | P | GF | GS | DR |
| --------- | --- | - | - | - | - | -- | -- | -- |
| Sri Lanka | 7   | 3 | 2 | 1 | 0 | 3  | 1  | +2 |
| Nepal     | 4   | 3 | 1 | 1 | 1 | 4  | 3  | +1 |
| Brunei    | 4   | 3 | 1 | 1 | 1 | 2  | 2  | 0  |
| Bhutan    | 1   | 3 | 0 | 1 | 2 | 0  | 3  | -3 |

2 aprile 2006
| Nepal                     | 2 - 0 | Bhutan | MA Aziz Stadium |
| Pradeep Maharjan 52, 70   |       |        |                 |
| Sri Lanka                 | 1 - 0 | Brunei | MA Aziz Stadium |
| Weerarathna Jayasuriya 72 |       |        |                 |

4 aprile 2006
| Brunei                                   | 2 - 1 | Nepal                              | MA Aziz Stadium |
| Adie Mohammed Salleh 10 Riwandi Wahit 42 |       | Tashi Tsering 60                   |                 |
| Bhutan                                   | 0 - 1 | Sri Lanka                          | MA Aziz Stadium |
|                                          |       | Chandradasa Galbodapayagalage 45+2 |                 |

6 aprile 2006
| Bhutan                             | 0 - 0 | Brunei              | MA Aziz Stadium |
| Sri Lanka                          | 1 - 1 | Nepal               | MA Aziz Stadium |
| Mohamed Izzadeen Mohamed Naufer 18 |       | Pradeep Maharjan 74 |                 |

### Gruppo C
| Squadra    | Pts | G | V | N | P | GF | GS | DR  |
| ---------- | --- | - | - | - | - | -- | -- | --- |
| Palestina  | 7   | 3 | 2 | 1 | 0 | 16 | 1  | +15 |
| Bangladesh | 7   | 3 | 2 | 1 | 0 | 6  | 2  | +4  |
| Cambogia   | 3   | 3 | 1 | 0 | 2 | 4  | 6  | -2  |
| Guam       | 0   | 3 | 0 | 0 | 3 | 0  | 17 | -17 |

1º aprile 2006
| Bangladesh | 2 - 1  | Cambogia      | Bangabandhu National Stadium |
| Alfaz Ahmad 30 Mohammed Emily Hasan 60                                                                        |        | Rithy Chan 66 |                              |
| Palestina | 11 - 0 | Guam          | Bangabandhu National Stadium |
| Ahmed Keshkesh 6 Fahed Attal 14, 20, 26, 32, 45, 84 Francisco Atura 25 Ismail Al Amour 39 Ziyad Alkord 60, 67 |        |               |                              |

3 aprile 2006
| Guam     | 0 - 3 | Bangladesh                                         | Bangabandhu National Stadium |
|          |       | Mohammed Emily Hasan 49 Abul Hossain 83, 85        |                              |
| Cambogia | 0 - 4 | Palestina                                          | Bangabandhu National Stadium |
|          |       | Ahmed Keshkesh 10 Al Sweirki 11, 74 Fahed Attal 30 |                              |

5 aprile 2006
| Palestina      | 1 - 1 | Bangladesh           | Bangabandhu National Stadium |
| Fahed Attal 30 |       | Mehdi Hassan Topu 46 |                              |

6 aprile 2006
| Cambogia                                          | 3 - 0 | Guam | Army Stadium |
| Sok Buntheang 37 Keo Kosal 40 Kouch Sokumpheak 63 |       |      |              |

### Gruppo D
| Squadra      | Pts | G | V | N | P | GF | GS | DR |
| ------------ | --- | - | - | - | - | -- | -- | -- |
| Tagikistan   | 6   | 3 | 2 | 0 | 1 | 6  | 1  | +5 |
| Kirghizistan | 6   | 3 | 2 | 0 | 1 | 3  | 1  | +2 |
| Pakistan     | 4   | 3 | 1 | 1 | 1 | 3  | 4  | -1 |
| Macao        | 1   | 3 | 0 | 1 | 2 | 2  | 8  | -6 |

2 aprile 2006
| Kirghizistan                                                                | 0 - 1 | Pakistan         | Bangabandhu National Stadium |
|                                                                             |       | Mohammed Essa 59 |                              |
| Tagikistan                                                                  | 4 - 0 | Macao            | Bangabandhu National Stadium |
| Khurshed Makhmudov 10 Yusuf Rabiev 13 Ibraguim Rabimov 55 Rustam Khojaev 77 |       |                  |                              |

4 aprile 2006
| Pakistan | 0 - 2 | Tagikistan                             | Bangabandhu National Stadium |
|          |       | Numondzhon Hakimov 14 Odil Irgashev 18 |                              |

6 aprile 2006
| Tagikistan                      | 0 - 1 | Kirghizistan         | Bangabandhu National Stadium |
|                                 |       | Andrey Krasnov 22    |                              |
| Pakistan                        | 2 - 2 | Macao                | Bangabandhu National Stadium |
| Ahmed Adeel 12 Mohammed Essa 42 |       | Kin Seng Chan 16, 52 |                              |

7 aprile 2006
| Macao | 0 - 2 | Kirghizistan                           | Bangabandhu National Stadium |
|       |       | Roman Ablakimov 35 Azamat Ishenbaev 58 |                              |

## Quarti di finale
| Arbitro: | Mahmood Al Ghatrifi |

|                                                                        |           |  |
| M. Naufer Izzadeen 44’ A. Pradeep Kumara 70’ J. Dhammika Ratnayaka 90’ | Marcatori |  |

| Arbitro: | Ram Krishna Ghosh |

|  |           |                                   |
|  | Marcatori | 16’, 26’ P. Maharjan 28’ B. Thapa |

| Arbitro: | Win Cho |

|  |           |                         |
|  | Marcatori | 90+1’ Ruslan Djamshidov |

| Arbitro: | Ala Abdul Kadir Nema |

|                                                                                              |           |                    |
| I. Rabimov 2’ K. Makhmudov 20’ D. Mukhidinov 31’ N. Hakimov 52’ Y. Rabiev 64’ S. Nematov 82’ | Marcatori | 18’ M. Alfaz Ahmed |

## Semifinali
| Arbitro: | Lee Gi-Young |

|                                                                                 |                      |                                            |
| K. Weerarathna Jayasuriya 65’                                                   | Marcatori            | 84’ B. Thapa                               |
| K. Fuard C. Gunarathna C. Madurange Weerasingha E. Channa J. Dhammika Ratnayaka | Tiri di rigore 5 – 3 | KC Anjan T. Tsering N. Neupane P. Maharjan |

| Arbitro: | Tan Hai |

|  |           |                      |
|  | Marcatori | 51’, 90+3’ Y. Rabiev |

## Finale
| Arbitro: | Hedayat Mombeni |

|  |           |                                                      |
|  | Marcatori | 1’, 70’ D. Muhidinov 45’ K. Makhmudov 61’ N. Hakimov |

| Campioni AFC Challenge Cup 2006: TAGIKISTAN Primo titolo |

## Marcatori
8 reti
- Fahed Attal

5 reti
- Pradeep Maharjan

4 reti
- Yusuf Rabiev

3 reti
- Vimal Pariyar
- Dzhomikhon Muhidinov
- Khurshed Makhmudov
- Numondzhon Hakimov

2 reti
- Ziyad Alkord
- Ahmed Keshkesh
- Al Sweirki
- Mohammed Emily Hasan
- Abul Hossain
- Alfaz Ahmad
- Hafizullah Qadami
- Wei-Lun Chuang
- Mark Alvin Valeroso
- Mohammed Essa
- Kin Seng Chan
- Mohamed Izzadeen Mohamed Naufer
- Weerarathna Jayasuriya
- Ibraguim Rabimov
- Basanta Thapa

1 rete
- Rustam Khojaev
- Odil Irgashev
- Shujoat Nematov
- Rithy Chan (or Chan Rithy)
- Sok Buntheang
- Keo Kosal
- Kouch Sokumpheak
- Chandradasa Galbodapayagalage
- Sanjaya Pradeep Kumara
- Jeewantha Dhammika Ratnayaka
- Andrey Krasnov
- Roman Ablakimov
- Azamat Ishenbaev
- Ruslan Djamshidov
- Francisco Atura
- Ismail Al Amour
- Mehdi Hassan Topu
- Adie Mohammed Salleh
- Riwandi Wahit
- Chien-Wei Liang
- Tashi Tsering
- Sayed Maqsood
- Ahmed Adeel

## Premi
- Trofeo Fair Play: Sri Lanka
- Scarpa d'oro: Fahed Attal (Palestina)
- Miglior giocatore (MVP): Ibraguim Rabimov (Tagikistan)